# Alestorm
Alestorm es una banda escocesa de folk metal con temática pirata que se creó en la ciudad de Perth, Escocia, bajo el nombre de Battleheart en 2004. Su música se caracteriza por la temática pirata y algunos cuentos de la cultura popular, por lo que ellos denominan a su propio estilo "True Scottish Pirate Metal". Debutaron en la escena musical bajo el nombre Battleheart en 2004, sacando dos demos (EP) en el año 2006: "Battleheart" y "Terror On the High Seas". Ya con el nombre Alestorm debutaron con su primer álbum el 25 de enero de 2008.

## Biografía

### Como Battleheart
En un principio la banda, llamada por aquel entonces Battleheart, fue formada por dos miembros, Gavin Harper y Christopher Bowes. Battleheart grabó su primer EP homónimo independiente en un estudio Indie de Escocia a principios de 2006. Más adelante, la banda comenzó a sufrir cambios en sus filas, hasta que llegaron el bajista Dani Evans y el baterista Doug Swierczek. Battleheart tocó su primer show solo cinco días después de que su nueva formación saliera a la luz, con los nuevos bajista y baterista.
Su segundo EP "Terror On the High Seas" lo grabaron ese mismo año, con Dani Evans oficialmente confirmado como miembro de la banda, al igual que el baterista Doug Swierczek. Antes de la llegada del batería, la banda grababa las pistas de batería por ordenador programándola. En ese mismo año Dani Evans cambió el bajo por la guitarra eléctrica y Jason Heeny entró en la banda reemplazando el puesto de bajista que dejó libre Dani Evans, pero unos meses más tarde Jason Heeny y Dani Evans volvieron a su rol previo, invirtiéndose los instrumentos.
Después de un año y con una formación estable, en 2007 la revista Metal Hammer cogió su canción "Set Sail and Conquer" de su segunda demo para introducirla en su CD promocional "Battle Metal V". Así, la banda apareció con otras bandas de prestigio del panorama internacional tales como Týr, HammerFall, Blind Guardian y Firewind.
A principios de 2007 el baterista Doug Swierczek se fue de la banda. Fue remplazado por un amigo de esta, Ian Wilson de la banda Catharist.

### Como Alestorm
Más tarde en ese mismo año 2007, y después de firmar por la discográfica Napalm Records, la banda tuvo que cambiar su nombre por el de Alestorm debido al gran parecido con el nombre de la banda Battlelore de la misma discográfica. Su primer álbum oficial fue "Captain Morgan's Revenge", que salió a la luz a principios de 2008. La canción homónima al disco "Captain Morgan's Revenge" apareció en el CD promocional de la revista Metal Hammer, "Battle Metal VI" también del año 2008. El CD contiene una versión del himno de Escocia.
En abril de 2008 el sencillo "Heavy Metal Pirates" fue lanzado vía internet. Ian Wilson dejó temporalmente Alestorm en junio ese mismo año porque era incapaz de comprometerse plenamente con la banda. Ese mismo año no pudo ir a la gira por lo que fue sustituido temporalmente por el alemán Alex Tabisz para los conciertos. Ian Wilson volvió a la banda en agosto, reuniendo de nuevo a Alestorm para el concierto que harían en Ivory Blacks en Glasgow el 28 de agosto.
En septiembre de 2008, Christopher Bowes anuncia en los foros oficiales de Bloodstock que el guitarrista Gavin Harper abandona la banda. Además, Gavin Harper puso en el Myspace de Alestorm las explicaciones de su marcha. Tim Shaw fue el sustuito de Gavin Harper en la banda, aunque meses después deja la banda. Desde entonces el bajista Dani Evans pasó a la guitarra y en el bajo entró Gareth Murdock, proveniente de la banda Waylander.

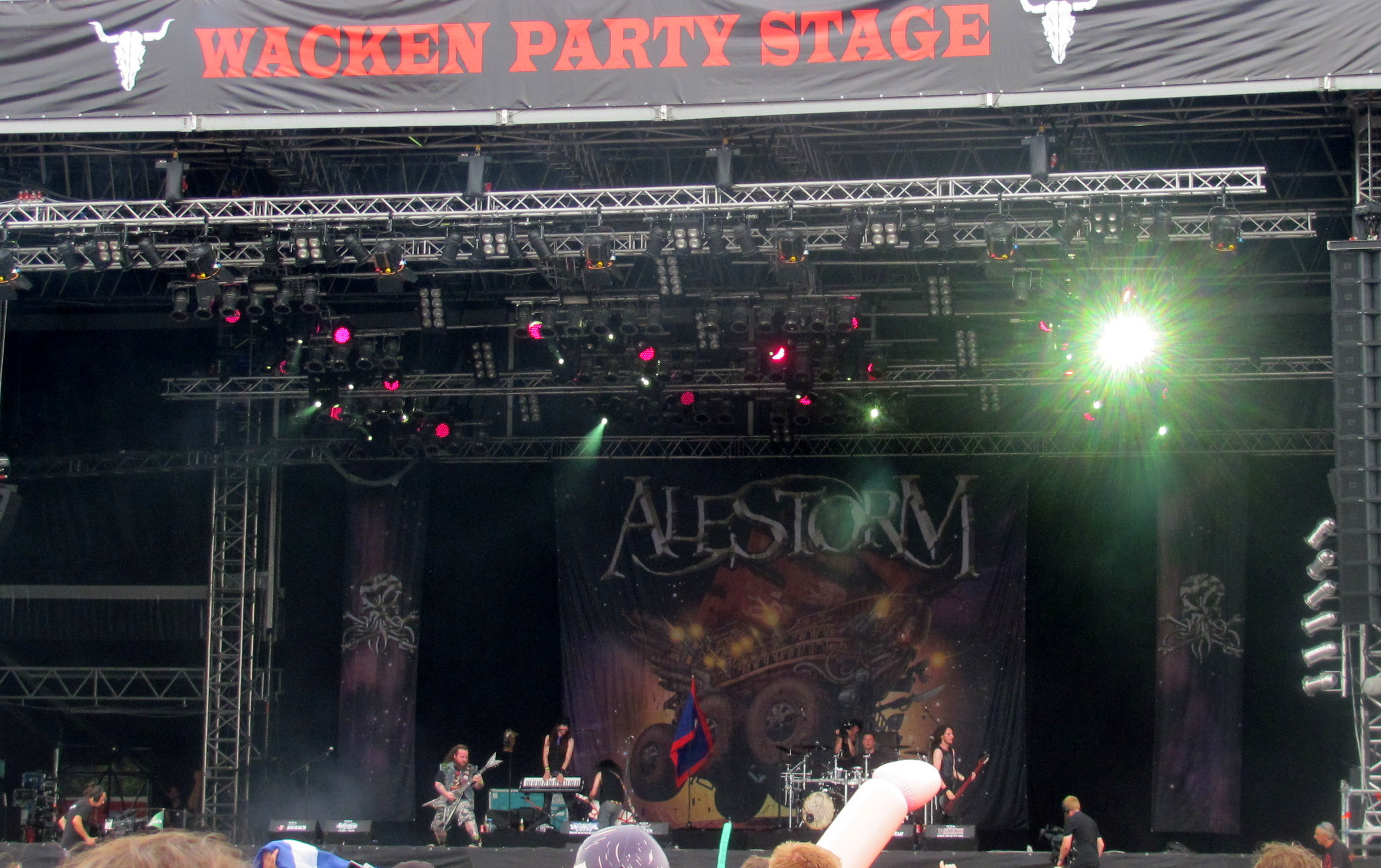
Alestorm en el Wacken Open Air de 2013

También en ese mismo año lanzan un EP titulado "Leviathan" como adelanto a su segundo álbum. El lanzamiento de este EP contenía la canción homónima a este y tres más que servían como adelanto a su segundo álbum de estudio.
En 2009 sacan su segundo álbum oficial "Black Sails At Midnight" también bajo el sello discográfico Napalm Records. Al igual que en su primer álbum, este contiene una canción homónima al título del disco, al igual que una canción versionada. "Wolves Of the Sea" es la versión a la interpretación de Pirates Of the Sea en Eurovisión de 2008. Alestorm tocó en el Wacken Open Air de ese mismo año, por lo que se lanzó una versión especial del álbum introduciendo un CD extra con el espectáculo en vivo.
En marzo de 2010, el baterista Ian Wilson anunciaba que abandonaba la banda en medio de la gira "Paganfest", en la cual Alestorm eran invitados especiales en algunos de los shows. Fue reemplazado por Peter Alcorn, quien es también baterista de la banda de Death Metal irlandesa For Ruin. Además, la primera aparición de Peter Alcorn fue en la grabación de su tercer álbum de estudio.
"Back Through Time" es el tercer álbum de Alestorm y fue lanzado en 2011 con la misma discográfica. Al igual que ocurre con sus dos anteriores trabajos, incluye una canción homónima y varias covers. "You Are a Pirate" es una cover a una canción de la serie Lazy Town. En octubre de 2011 Elliot Vernon, de la banda Windrider, se unió a la banda para participar en los conciertos como teclista, acompañando a Christopher Bowes.
Tras un año 2012 lleno de giras y conciertos, Alestorm decide grabar su primer DVD. Sería grabado en la gira de Australia y Nueva Zelanda a principios de 2013 (enero). El título del DVD es "Live At the End Of the World".

## Miembros

### Miembros actuales
- Christopher Bowes - Voz, teclados, keytar (2004-presente)
- Gareth Murdock - Bajo, coros (2008-presente)
- Peter Alcorn - Batería (2010-presente)
- Elliot Vernon - Teclados, coros (2011-presente)
- Máté Bodor - Guitarra, coros (2015-presente)

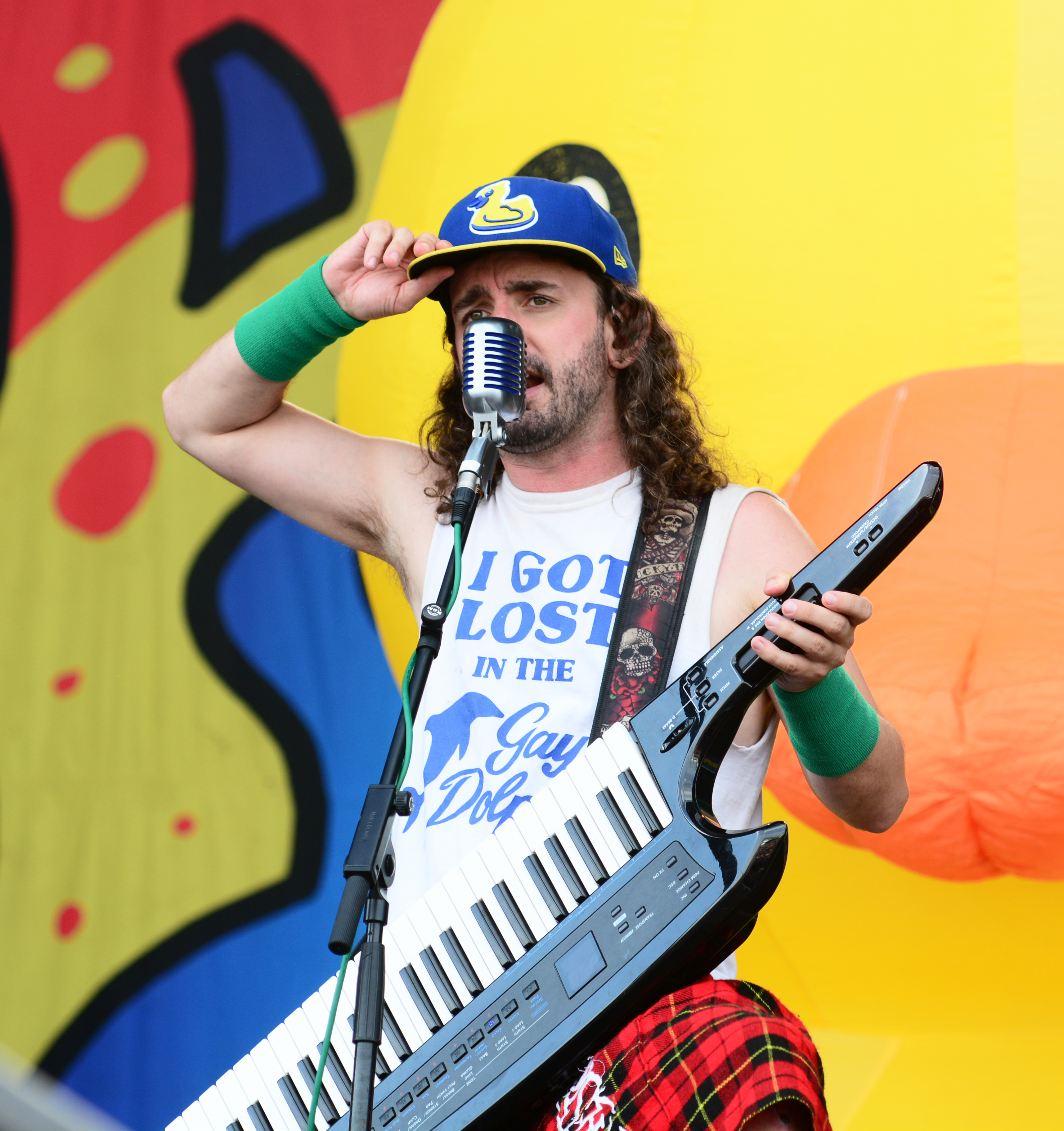
Christopher Bowes Voz, teclados, keytar
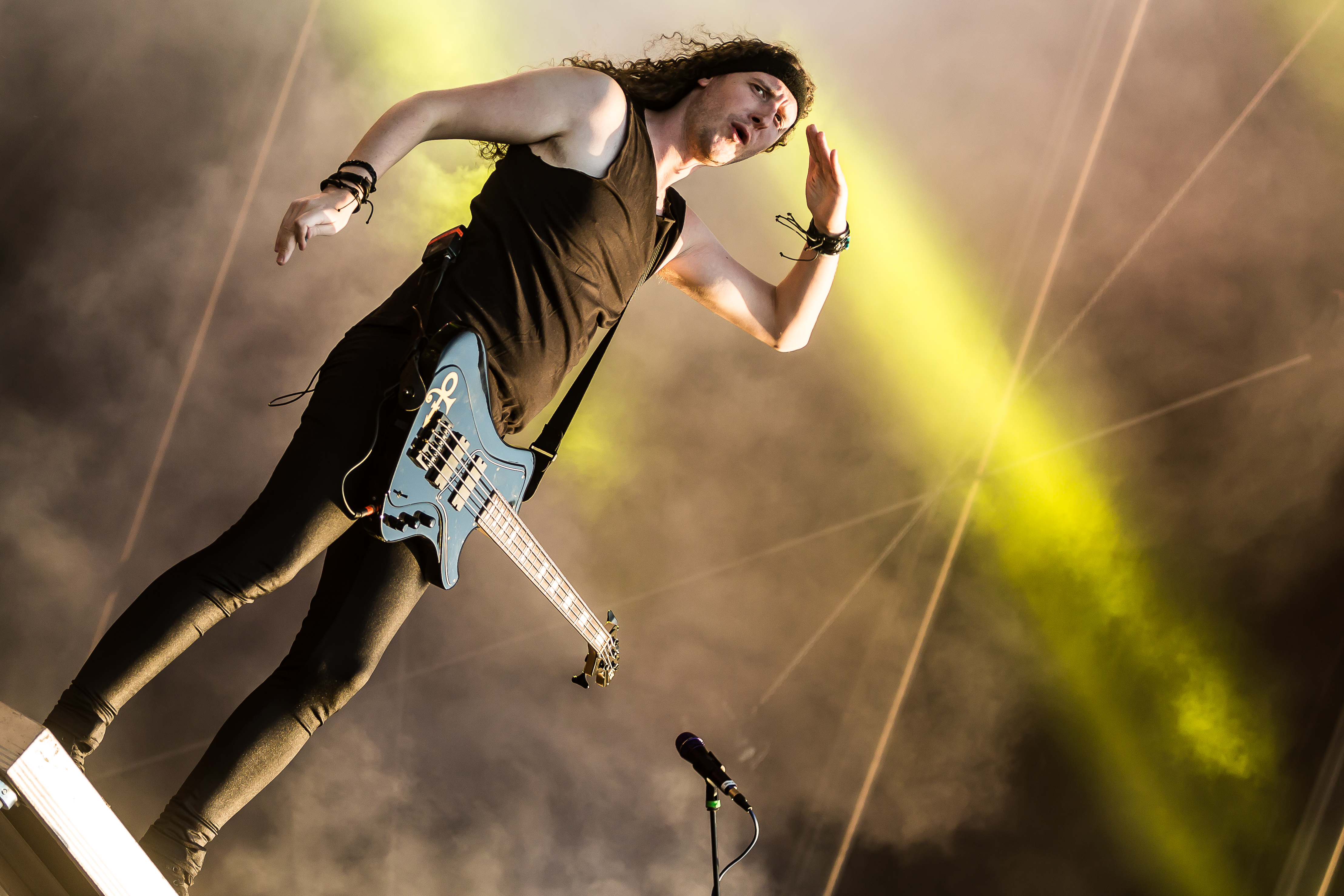
Gareth Murdock Bajo, coros
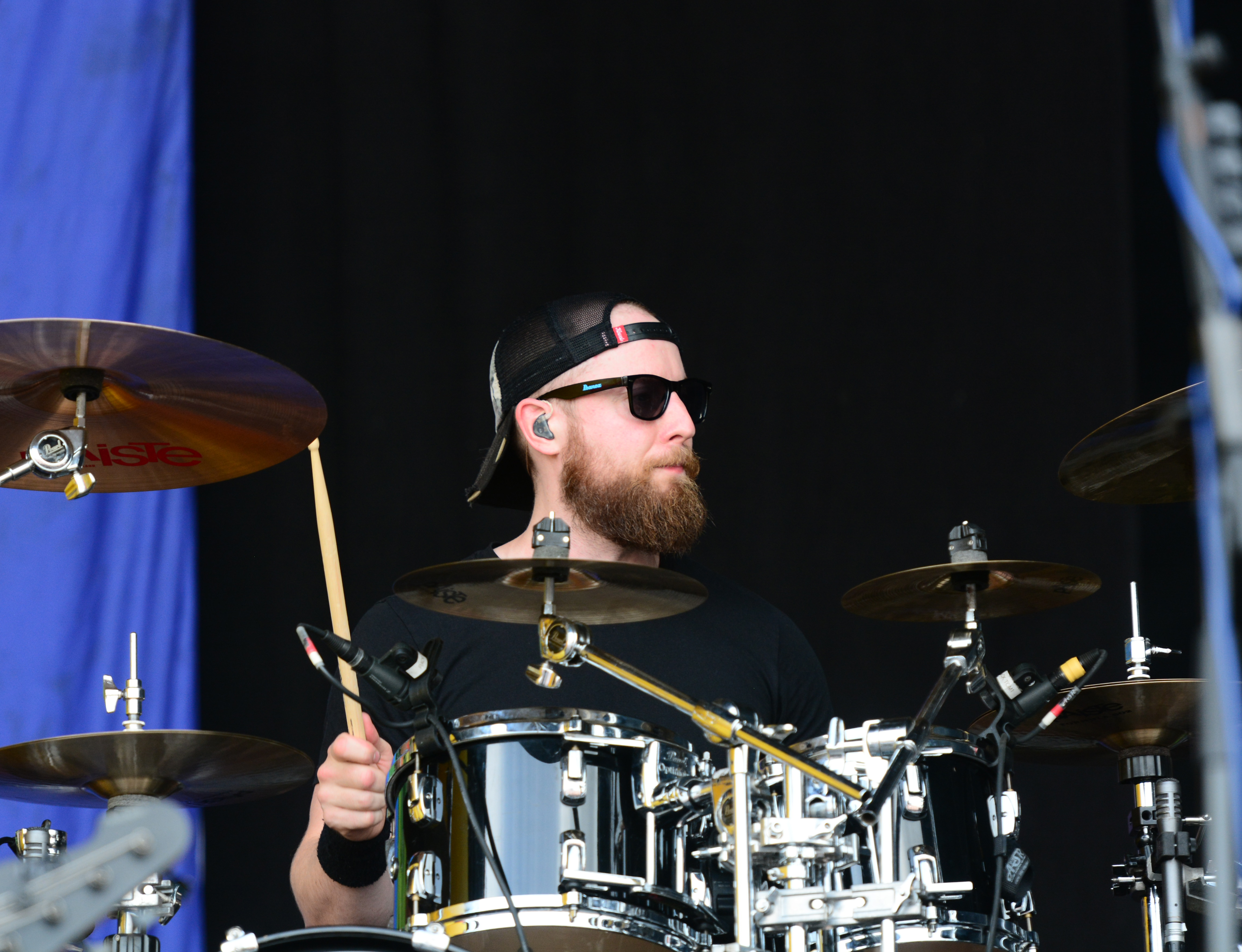
Peter Alcorn Batería
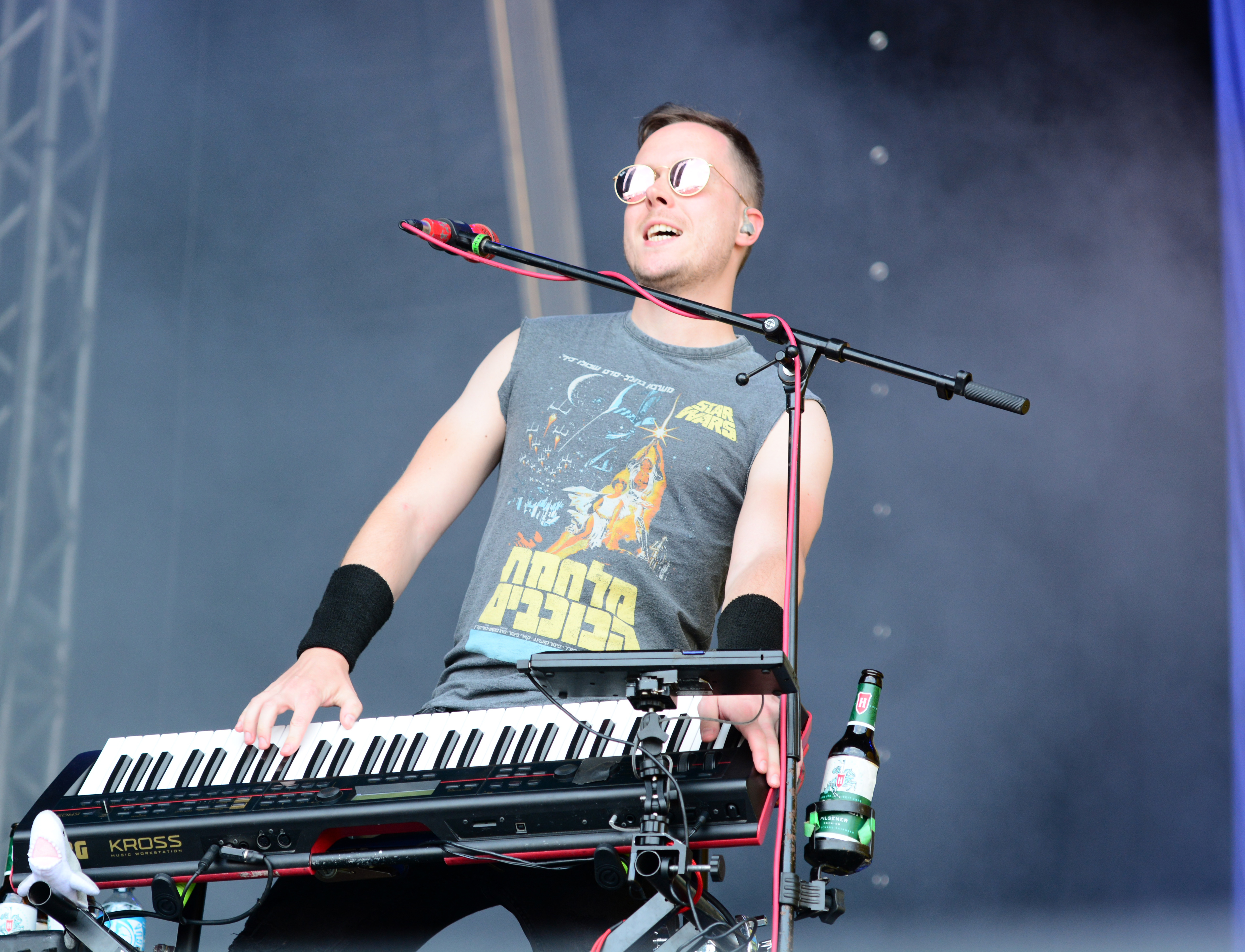
Elliot Vernon Teclados, coros
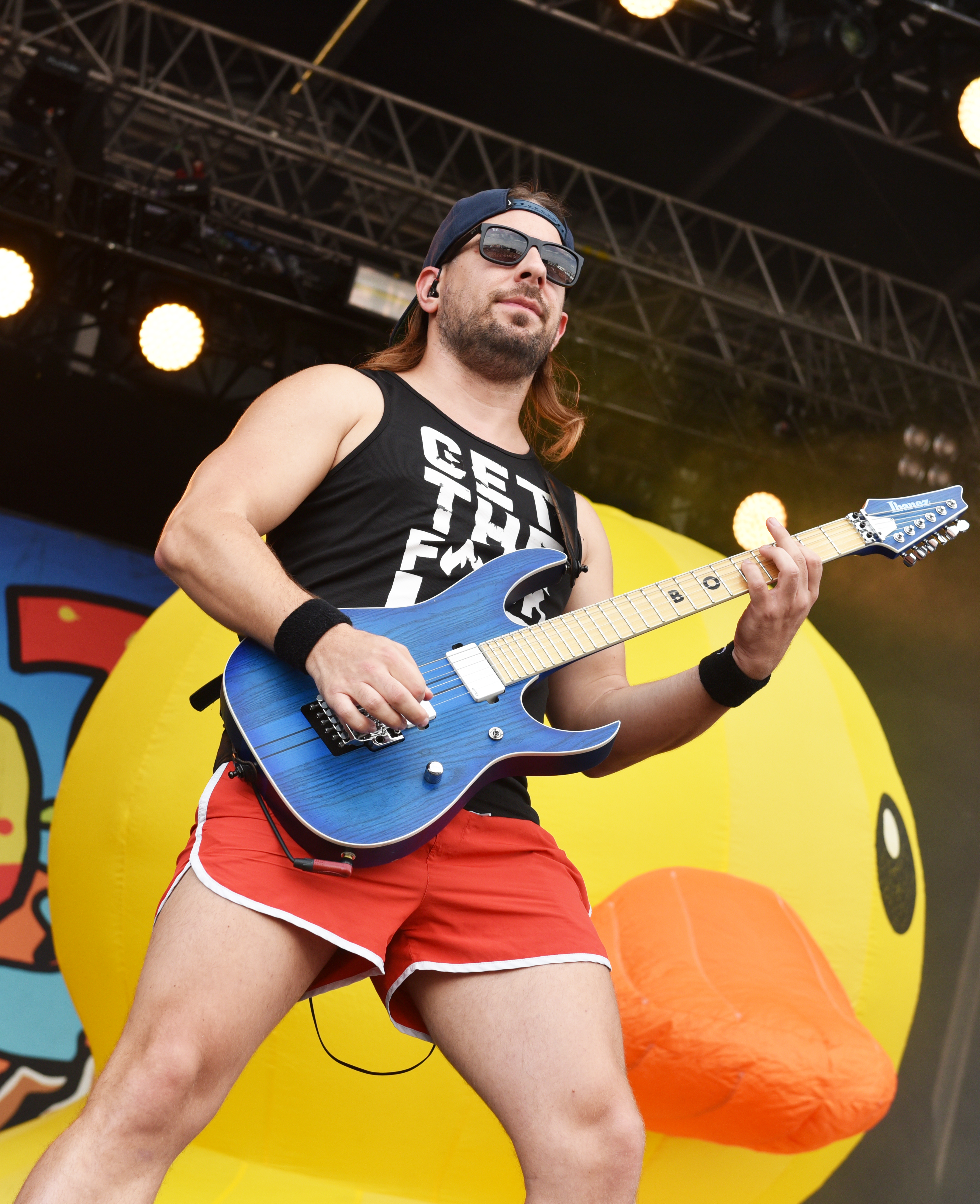
Máté Bodor Guitarra, coros

### Miembros anteriores
- Dani Evans - guitarra
- James Foote - guitarra
- Robin Hellier - voz
- Gavin Harper - guitarra
- Jason Heeny - bajo
- Doug Swierczek - batería
- Alex Tabisz - batería
- Ian Wilson - batería
- Tim Shaw - guitarra
- Micha Wagner - Sesión de batería en Captain Morgan's Revenge

## Discografía

### Álbumes
- Captain Morgan's Revenge (2008)
- Black Sails at Midnight (2009)
- Back Through Time (2011)
- Sunset on the Golden Age (2014)
- No Grave But The Sea (2017)
- Curse of the Crystal Coconut (2020)
- Seventh Rum of a Seventh Rum (2022)
- The Thunderfist Chronicles (2025)

### EP/Demos/sencillos
- Battleheart (EP) (2006)
- Terror on the High Seas (EP) (2006)
- Heavy Metal Pirates (sencillo) (2008)
- Leviathan (EP) (2008)
- P Is For Pirate (2009)
- You Are A Pirate (EP) (2011)
- In the Navy (sencillo) (2013)
- Hangover (The Taio Cruz Cover) (2014)
- Skálstorm (Dividir con Skálmöld) (2016)
- Alestorm (2017)
- México (2017)
- Flipped with a Sausage / Pirate Pizza Party (2017)
- Tortuga feat. Captain Yarrface (2020)
- Fannybaws (2020)
- Big Ship Little Ship / Bassline Junkie (2020)
- Treasure Chest Party Quest (2020)
- The Wellerman (2021)
- Chicken On A Raft (2021)
- Magellan's Expedition (2022)
- The Battle of Cape Fear River (2022)
- Seventh Rum of a Seventh Rum (2022)
- Voyage of the Dead Marauder (2024)

### Live
- Live At Wacken Open Air (2009)
- Live At the End Of the World (2013)
- Live in Tilburg (2021)

### Recopilaciones
- With Us or Against Us (2007, en un álbum gratis con Napalm Records)
- Battle Metal V (2007, por Metal Hammer UK)
- Battle Metal VI (2008, por Metal Hammer UK)
- With Us or Against Us X (2008, en un álbum gratis con Napalm Records)
- Black Sails Over Europe (Con Týr y Heidevolk) (2009)
- With Us or Against Us XIII (2011, en un álbum gratis con Napalm Records)